# دانيال كيرلي
دانيال كيرلي (بالإنجليزية: Daniel Curley) (1918 - 30 ديسمبر 1988)؛ روائي أمريكي.

## الجوائز
- زمالة غوغنهايم